# Wielka ucieczka Misia Yogi
Wielka ucieczka Misia Yogi (ang. Yogi’s Great Escape, 1987) – amerykański pełnometrażowy film animowany z serii Miś Yogi.

## Opis fabuły
Po długiej zimie Miś Yogi i Miś Boo-Boo budzą się z hibernacji. Przed domem zastają koszyk, w którym znajdują się trzy małe niedźwiadki. Wkrótce dowiadują się od Strażnika Smitha, że park narodowy w którym mieszkają zostanie zamknięty, a oni sami zostaną przeniesieni do zoo. Yogi i Boo-Boo nie zgadzają się na to, więc Yogi wymyślił plan żeby uciec. Strażnik Smith postanawia wyruszyć w pościg za niedźwiedziami w towarzystwie tropiciela Trapera i jego psa Yapera. Po drodze natykają się na różne przygody, m.in.: spotykają złoczyńców którzy wyglądają jak oni, tyle że są z Teksasu oraz klub fanów Misia Yogi i wielu starych przyjaciół. Wśród przyjaciół znajdują się: Quick Draw McGraw, Wally Gator oraz Snagglepuss. Film kończy się telefonem od prezydenta Stanów Zjednoczonych, który oznajmia Yogiemu, że park nie zostanie zamknięty, po czym cała gromadka misiów wraca do niego.

## Obsada
- Daws Butler –
  - Miś Yogi
  - Quick Draw
  - Wally Gator
  - Snagglepuss
- Don Messick –
  - Miś Boo Boo
  - Strażnik Smiths
- Susan Blu –
  - Niedźwiadek Buzzy
  - Kowbojka Skautka
  - Bagienna lisica
  - Córka jednego z turystów
  - Jeden z Bagiennych Lisów
- Frank Welker –
  - Niedźwiadek Bopper
  - Pies Yapper
  - Bagienny duch
- Edan Gross – Niedźwiedzica Bitzy
- Josh Redine – Szczupły kolega Dowódcy
- Dustin Diamond – Gruby kolega Dowódcy
- Scott Menville – Dowódca
- Pat Fraley –
  - Dziennikarz
  - Czerwony kowboj
  - Jeden z turystów
- Tress MacNeille –
  - Bagienny Lis
  - Biały kowboj
  - Żona jednego z turystów
  - Syn jednego z turystów

## Wersja polska
Film po raz pierwszy w 1990 roku został wydany w Polsce przez Hanna-Barbera Poland i Polskie Nagrania na kasetach VHS w wersji lektorskiej. W 2002 roku pojawił się w Cartoon Network, tym razem w wersji dubbingowanej. Ten sam film emituje kanał Boomerang.

### Polski lektor z 1990 roku
Wersja polska przygotowana przez: Hanna-Barbera Poland

Tekst: Stanisława Dziedziczak

Czytał: Andrzej Matul

Operator dźwięku: Andrzej Kowal

Rozpowszechnianie: P.P. Polskie Nagrania

Nagranie wersji polskiej: Centralna Wytwórnia Programów i Filmów Telewizyjnych POLTEL

### Polski dubbing z 2002 roku
Opracowanie wersji polskiej: Start International Polska

Reżyseria: Paweł Galia

Dialogi polskie i teksty piosenek: Katarzyna Wojsz

Dźwięk i montaż: Jerzy Wierciński

Kierownictwo muzyczne: Marek Klimczuk

Kierownik produkcji: Paweł Araszkiewicz

W wersji polskiej udział wzięli:
- Zbigniew Konopka – Yogi
- Piotr Pręgowski – Bubu
- Anna Sroka – Bazy
- Jarosław Boberek – Poper
- Monika Wierzbicka – Bitzy
- Ryszard Nawrocki – Strażnik Smiths
- Tomasz Marzecki – Traper
- Arkadiusz Jakubik – Quick Draw
- Ryszard Olesiński – Wally
- Jacek Kopczyński – Snagglepuss

oraz
- Krzysztof Królak –
  - Szczupły kolega Dowódcy
  - Członek drużyny Bagiennych Lisów
- Ewa Serwa –
  - Skautka, członkini drużyny Samotnych Jeźdźców
  - Członkini drużyny Bagiennych Lisów
- Jacek Wolszczak –
  - Gruby kolega Dowódcy
  - Czerwony kowboj, członek drużyny Samotnych Jeźdźców
- Jonasz Tołopiło – Dowódca
- Robert Tondera – dziennikarz TV
- Stefan Knothe – młodszy brat Misia-Bandyty
- Agata Gawrońska – Biały kowboj, członek drużyny Samotnych Jeźdźców
- Piotr Bajor
- Paweł Galia

i inni

## Video gra
- Na podstawie filmu powstała gra w roku 1990.